# David Onyemata
Ebuka Onyemata (Lagos, Nigeria, 13 de noviembre de 1992) más conocido como David Onyemata, es un jugador profesional nigeriano de fútbol americano que se desempeña en la posición de defensive tackle en Atlanta Falcons, equipo de la National Football League (NFL).

## Carrera
Fue seleccionado en la cuarta ronda en la Reunión Anual de Selección de Jugadores de la NFL de 2016. Hizo su debut profesional con el equipo New Orleans Saints, en el cual jugó siete temporadas (2016-2023), luego pasó a Atlanta Falcons, donde lleva jugando una temporada.